# Leptopelis marginatus
Leptopelis marginatus és una espècie de granota de la família dels hiperòlids que viu a Angola.